# Resolução 40 do Conselho de Segurança das Nações Unidas

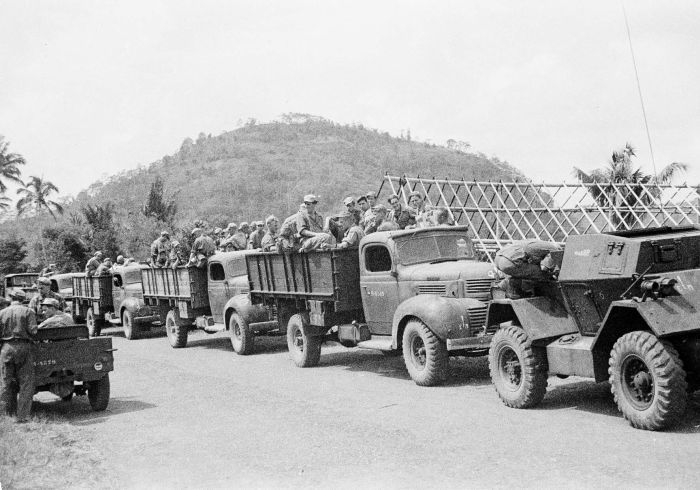
Uma coluna militar durante a primeira ação policial na revolução da Indonésia

Resolução 40 do Conselho de Segurança das Nações Unidas, aprovada em 28 de fevereiro de 1948, solicitou que a Comissão de Bons Ofícios observasse os acontecimentos políticos a oeste de Java e Madura e relatar as suas conclusões ao Conselho com frequência.
Foi aprovada com 8 votos, com 3 abstenções da Argentina, a Ucrânia e a União Soviética.